# 游仲鸿
游仲鴻（1138年—1215年），字子正，果州南充縣人，南宋官員。

## 生平
淳熙二年（1175年）進士，初任犍為縣主簿，四川總領李昌圖辟糴買官，奇其才，曰：“吾董餉積年，惟得一士。”推薦他為四川制置司幹辦公事，四川制置使趙汝愚敬重他。慶元元年（1195年）趙汝愚罷相，游仲鴻任軍器監主簿，改知洋州，升知嘉定府，擢利州路轉運判官、提點刑獄，乞休致仕，遷中奉大夫。嘉定八年（1215年）卒，紹定五年（1232年）追諡忠。

## 家族
有子游似。

## 延伸阅读
[在维基数据编辑]
 《宋史·卷400》，出自脱脱《宋史》